# Пасјач
Пасјач је насеље Града Пирота у Пиротском округу. Према попису из 2022. има 11 становника (према попису из 2002. било је 32 становника).

## Историјат
Пасјач се налази на око 13 км југозападно од Пирота на обронцима Суве планине. Насеље је удаљено 16 км од Пирота путем преко Барје Чифлику и Раснице. До Раснице је асфалтни пут а надаље је туцаник лошег квалитета (2022. године) дужине око 5 км.
Село се , током историје, три пута померало у атару и два пута се гасило због болести чуме. Најпре било у Росуљи, па у Ливаде, па у Бостаништу, одакле се, бежећи од болести, доселило на садашње место.
Према једној легенди село је добило име тако што је купина саплела путника, па га он проклео као пасје место: " Прича башта ми да је Пьсјач бил Добровиш, па се некој путник соплете, падне и каже: - У, пьсјо место! И од тьг смо Пьсјач.", Негица Мицић, 1939.
Друга легенда каже да је Турчин са коња гледао како су пси на његове очи растргли курјака па га проклео као пасје село.
Атар је претежно под шумом, голетима и пашњацима и нема довољно добрих ливада и добрих ораничних површина.
Становништво се увек бавило овчарством, козарством, продајом огревног дрвета, креча, а некада и дрвеног угља. Као сточарске фамилије истицали су се Марковци, Јосинци, Бојаџинци и Секоловци, који су чували стада од по 50-60 оваца. Пасјачани су продавали јагњад, јариће, телад, кромпир. Огревно дрво су товарили на коње и магарце и продавали га у Расници, Барје Чифлику и Пироту а на исти начин су преносили и креч до места продаје, који су правили у Лесковој глави. За домаће потребе производило се воће (шљиве и крушке углавном) и поврће док ратарске површине нису могле да покривају потребе у хлебу. Једини излаз је било печалбарење.
Село има један извор (Шопка) и једну чесму.

## Демографија
У насељу Пасјач живи 27 пунолетних становника, а просечна старост становништва износи 51,5 година (55,7 код мушкараца и 48,2 код жена). У насељу има 14 домаћинстава, а просечан број чланова по домаћинству је 2,29.
Ово насеље је у потпуности насељено Србима (према попису из 2002. године).
|  |

| Демографија | Демографија | Демографија |
| Година      | Становника  | Становника  |
| ----------- | ----------- | ----------- |
| 1948.       | 497         |             |
| 1953.       | 526         |             |
| 1961.       | 391         |             |
| 1971.       | 317         |             |
| 1981.       | 126         |             |
| 1991.       | 67          | 67          |
| 2002.       | 32          | 32          |

| Етнички састав према попису из 2002.‍ | Етнички састав према попису из 2002.‍ | Етнички састав према попису из 2002.‍ | Етнички састав према попису из 2002.‍ | Етнички састав према попису из 2002.‍ |
| ------------------------------------ | ------------------------------------ | ------------------------------------ | ------------------------------------ | ------------------------------------ |
|                                      |                                      |                                      |                                      |                                      |
| Срби                                 | Срби                                 |                                      | 32                                   | 100,0%                               |
| непознато                            | непознато                            |                                      | 0                                    | 0,0%                                 |

| Година пописа     | 1948. | 1953. | 1961. | 1971. | 1981. | 1991. | 2002. |
| ----------------- | ----- | ----- | ----- | ----- | ----- | ----- | ----- |
| Број домаћинстава | 66    | 69    | 65    | 61    | 43    | 29    | 14    |

| Број чланова      | 1 | 2 | 3 | 4 | 5 | 6 | 7 | 8 | 9 | 10 и више | Просек |
| ----------------- | - | - | - | - | - | - | - | - | - | --------- | ------ |
| Број домаћинстава | 4 | 6 | 1 | 2 | 1 | 0 | 0 | 0 | 0 | 0         | 2,29   |

| Пол    | Укупно | Неожењен/Неудата | Ожењен/Удата | Удовац/Удовица | Разведен/Разведена | Непознато |
| ------ | ------ | ---------------- | ------------ | -------------- | ------------------ | --------- |
| Мушки  | 13     | 2                | 7            | 4              | 0                  | 0         |
| Женски | 14     | 1                | 8            | 5              | 0                  | 0         |
| УКУПНО | 27     | 3                | 15           | 9              | 0                  | 0         |

| Пол    | Укупно                    | Пољопривреда, лов и шумарство | Рибарство                            | Вађење руде и камена | Прерађивачка индустрија       |
| ------ | ------------------------- | ----------------------------- | ------------------------------------ | -------------------- | ----------------------------- |
| Мушки  | 7                         | 5                             | 0                                    | 0                    | 0                             |
| Женски | 3                         | 3                             | 0                                    | 0                    | 0                             |
| УКУПНО | 10                        | 8                             | 0                                    | 0                    | 0                             |
| Пол    | Производња и снабдевање   | Грађевинарство                | Трговина                             | Хотели и ресторани   | Саобраћај, складиштење и везе |
| Мушки  | 0                         | 1                             | 1                                    | 0                    | 0                             |
| Женски | 0                         | 0                             | 0                                    | 0                    | 0                             |
| УКУПНО | 0                         | 1                             | 1                                    | 0                    | 0                             |
| Пол    | Финансијско посредовање   | Некретнине                    | Државна управа и одбрана             | Образовање           | Здравствени и социјални рад   |
| Мушки  | 0                         | 0                             | 0                                    | 0                    | 0                             |
| Женски | 0                         | 0                             | 0                                    | 0                    | 0                             |
| УКУПНО | 0                         | 0                             | 0                                    | 0                    | 0                             |
| Пол    | Остале услужне активности | Приватна домаћинства          | Екстериторијалне организације и тела | Непознато            | Непознато                     |
| Мушки  | 0                         | 0                             | 0                                    | 0                    | 0                             |
| Женски | 0                         | 0                             | 0                                    | 0                    | 0                             |
| УКУПНО | 0                         | 0                             | 0                                    | 0                    | 0                             |

## Галерија 2022.г.
- Сокак
- Махала
- Кућа са окућницом
- Једно домаћинство
- Кућа са амбаром